# Muhanga centralfängelse

Muhanga centralfängelse (tidigare kallat Gitarama-fängelset) är ett fängelse i Rwanda, beläget i staden Gitarama. De flesta av fångarna tillhör folkgruppen hutuer och hålls fängslade för sin inblandning i folkmordet i Rwanda 1994. Fängelset är byggt för omkring 400 fångar med en maxkapacitet på 600, men höll, fram tills den 5 juni 2014 då en brand utbröt, cirka 7000. Omkring 3500 fångar omkom i branden. De ungefär lika många som överlevde, blev förflyttade till två andra närbelägna fängelser. Fängelset håller både män, kvinnor och barn som fångar, ofta utan rättegång eller rättsprocesser. Fängelset har under minst 20 år uppmärksammats för sina svåra förhållanden och räknas som ett av de fem värsta i världen, bland annat på grund av sina höga dödstal, sjukdomar och förekommande kannibalism.